# Răzbunătorii (serial)
Răzbunătorii (titlul original: în engleză The Avengers) este  un serial de televiziune englezesc din anii 1960 de regizorul Sydney Newman. Protagoniștii filmului sunt actorii Patrick Macnee, Ian Hendry, Honor Blackman,
Julie Stevens și Diana Rigg.

## Rezumat
Inițial acțiunea serialului sa centrat pe dr. David Keel și pe asistentul său John Steed. Hendry a plecat după primul sezon, iar Steed a devenit personajul principal, care a fost asociat cu o succesiune de asistente. Cele mai cunoscute asistente au fost femei elegante precum Cathy Gale jucată de Honor Blackman, Venus Smith (Julie Stevens), Emma Peel (Diana Rigg) și mai târziu Tara King interpretată de Linda Thorson.
Răzbunătorii au început cu episodul „Zăpadă fierbinte” (Hot Snow), în care medicul David H. Keel (Hendry) investighează uciderea logodnicei sale, recepționera de birou Peggy, de către un lanț de afaceriști cu droguri. Apare un străin pe nume John Steed, care investiga și el lanțul, iar Dr. Keel și Steed au pornit împreună să răzbune moartea lui Peggy. Steed îi cere Dr. Keel să se asocieze cu el, pentru a rezolva crima. Ei rezolvă mai multe cazuri în 25 de episoade.
Când Ian Hendry în mai 1962 a plecat din echipă, seria părea condamnată. Mai întâi, Jon Rollason a preluat personajul dr. King înlocuindu-l pe Hendry, ceea ce a însemnat că scenariile care fuseseră deja scrise puteau fi folosite. Dar apoi un nou concept a ajutat serialul să reușească: John Steed a devenit personajul principal. Când căuta un partener potrivit pentru Steed, producătorul Sydney Newman a văzut la televizor un reportaj despre o englezoaică care trăia în Kenya, care l-a inspirat. Ea îi doborâse cu un revolver pe cei trei ucigași înarmați cu macete, care au ucis soțul și doi dintre copiii ei. Aceasta a însemnat că s-a descoperit noul tip de femeie inteligentă, emancipată și puternică (inițial în persoana dr. Catherine Gale, interpretată de Honor Blackman), care de atunci va modela semnificativ personajele serialului. 
De-a lungul anilor, John Steed a lucrat cu diferite partenere.

## Distribuție
- Patrick Macnee – John Steed (seriale 1–6)
- Ian Hendry – dr. David Keel (serial 1)
- Honor Blackman – Cathy Gale (seriale 2–3)
- Jon Rollason – dr. Martin King (serial 2)
- Julie Stevens – Venus Smith (serial 2)
- Diana Rigg – Emma Peel (seriale 4–5)
- Linda Thorson – Tara King (serial 6)
- Ingrid Hafner – Carol Wilson
- Douglas Muir – One-Ten
- Patrick Newell – mama
- Frank Maher – barmanul / Bradney Morton / Farmer / Hasek

## Lansare
Filmul Răzbunătorii a avut premiera în Marea Britanie pe data de 7 ianuarie 1961.
În România premiera filmului a avut loc la data de 24 aprilie 1968 la postul de televiziune „TVR 1”.